# 宮城さつき
宮城さつき（みやぎ さつき、1973年5月19日 - ）は、元琉球朝日放送報道部アナウンサー。沖縄県浦添市出身。沖縄県立開邦高等学校から亜細亜大学を経て、卒業後、1995年の琉球朝日放送開局と同時に入社した。2010年3月同局を退社。現在はフリーランスにてナレーションや朗読などの活動をしている。

## 出演番組
- ステーションQ
- スーパーJチャンネル九州沖縄
- 朝だ!生です旅サラダ（沖縄県リポーター）
- 報道ステーション（沖縄県フィールドキャスター）
- おもしろニュースグランプリ（沖縄代表）
- Cinema Paradiso（メイン・ナビゲーター）

### ナレーション
- テレメンタリー2015「“３．１１”を忘れない53 県境が分けた～置き去りにされた宮城県丸森町筆甫～」（2015年2月23日、ANN系列）